# アセロス・コミュニケーションズ
アセロス・コミュニケーションズ (Atheros Communications, Inc.) は、アメリカ合衆国の半導体開発企業である。主にLAN関連の製品を得意とし、特に無線LANのチップベンダーとしては業界でも有数のシェアを誇っている。2011年1月5日に米クアルコム社が総額31億ドルで買収すると発表。2011年5月24日付で買収手続が完了しクアルコム社の完全子会社となり、「クアルコム・アセロス（Qualcomm Atheros, Inc.）」に商号変更した。

## 概要
1998年にスタンフォード大学・カリフォルニア大学バークレー校などから信号処理の専門家が集まり設立された企業。設立当初は主に5GHz帯の無線LAN技術を手がけていたが、IEEE 802.11bの普及と共に2.4GHz帯のチップにも進出し成功を収める。2004年にはNASDAQ上場を果たした。最近では無線LAN以外にBluetoothやGPS関連チップなども手がけている。
同社の製品は主要ネットワークベンダーのほか、ソニーや米 Appleなどの製品にも採用されている。同社の社長兼CEOクレイグ・バラットは、クアルコムによる買収完了後も社長職にとどまり、クアルコム社のネットワーク＆コネクティビティ部門の責任者を兼任する。
日本には2001年に日本法人を設立し本格的に進出。社長に元NECで無線LAN関連の開発を手がけていた大澤智喜を据え、積極的に営業活動を展開している。

## 買収・被買収の履歴
- 2006年、USB Wireless LAN技術を得意とする台湾のZyDAS Technology社を買収した。今では"Taiwan Development Center"と呼ばれ、アセロス社内の中核チームとなっている
- 2006年初頭、ファースト・イーサネットやギガビット・イーサネットのチップメーカーであった台湾のAttansic Technology社を買収して有線通信部門とすることで、それらを製品ラインに加え、アジアでの設計チームを広げた
- 2007年末、GPSチップを製造する米国カリフォルニア州アーバインのu-Nav Microelectronics社を買収した
- 2009年末、Intellon Corporation社を買収した[8]。この買収によってIntellonの業界を主導している家庭用ネットワーク用のPLC技術やネットワーク化されたエンタテイメント、電力線経由でのブロードバンド・アクセス、同軸線イーサネット、スマートグリッド管理アプリケーションなど含めたネットワーク技術を製品ラインに加えて強化した
- 2010年8月、中国に本社を持つOpulan Technology Corp.を買収した[9]。この買収によってEPON（イーサネット受動光ネットワーク）ブロードバンド・アクセス技術を入手し、通信用IC技術における製品ラインナップの幅を広げると共に、上海におけるアセロス社の技術的な存在感をさらに強固なものとした。
- 2011年1月5日（現地時間）、米クアルコム社 (Qualcomm Inc.) はアセロス・コミュニケーションズ社の買収を行うと発表した。アセロスと合意した内容は、クアルコムがアセロス株主に1株当たり45米ドル・総額31億ドルの現金を支払う形で行い、2011年5月24日付で買収を完了した。アセロスの現社長クレイグ・H・バレットは、買収後もクアルコム・アセロス社（買収完了時に商号変更）社長にとどまり、さらにクアルコム本社の"Networking & Connectivity"部門の責任者に就任した[3][4][5]。